# Strigiphilus garylarsoni
Strigiphilus garylarsoni — разновидность жующих вшей, встречающаяся только у сов. Впервые вид был описан биологом Дейлом Х. Клейтоном в 1990 году.

## Хозяин
Типовой хозяин — белолицая совка (Ptilopsis leucotis).

## Обитание
Чаще всего встречается в Замбии, провинция Ндола.

## Этимология
Была названа в честь Гэри Ларсона — создателя комикса The Far Side. В письме Ларсону Клейтон похвалил карикатуриста за «огромный вклад, который, по мнению моих коллег и моему, вы внесли в биологию своими карикатурами». В своей книге The Prehistory of The Far Side Ларсон писал: «Я счёл это большой честью. Кроме того, я знал, что никто не будет называть в мою честь новый вид лебедей. Нужно пользоваться теми возможностями, которые есть».

### Комментарии
1. ↑  Комиксы Ларсона популярны среди учёных вообще и биологов, в частности. Карикатуры Ларсона можно найти в лабораториях университетов, музеях и исследовательских институтах по всему миру[3].
2. ↑  На русский не переведена. Примерный перевод названия: «Предыстория обратной стороны».

### Сноски
1. ↑  Strigiphilus garylarsoni Clayton, D.H.. Phthiraptera.myspecies.info. Дата обращения: 20 ноября 2021. Архивировано 20 ноября 2021 года.
2. ↑  Clayton, Dale H. (1990). Host Specificity of Strigiphilus Owl Lice (Ischnocera: Philopteridae), with the Description of New Species and Host Associations (PDF). Journal of Medical Entomology. 27 (3): 258–260. doi:10.1093/jmedent/27.3.257. Архивировано (PDF) 20 ноября 2021. Дата обращения: 20 ноября 2021.
3. ↑  Хёрд, 2022, с. 49.
4. ↑  Larson, Gary. The Prehistory of the Far Side. — Andrews and McMeel, 1989. — ISBN 978-0-8362-1851-0.